# Jorge Olivieri
Jorge Carlos Dortas Olivieri (nascido em 1931), também conhecido como Jorge Olivieri, é um jogador de basquete brasileiro. Ele competiu no torneio masculino nos Jogos Olímpicos de Verão de 1956.